# Junior (fotboll)
Junior är ett begrepp inom fotboll för att beteckna en spelare som är ung eller en tävlingsform för unga spelare. Begreppet junior används i fotbollsammanhang för den som utövar juniorfotboll på liknande sätt som det används i andra idrottsliga sammanhang för den som utövar junioridrott. Ordet är latin och betyder 'yngre'. Motsatsen är senior.
Enligt Svenska fotbollförbundets tävlingsregler betecknas en spelare som ungdomsspelare till och med det kalenderår spelaren fyller 17 år och junior först från och med det kalenderår spelaren fyller 18 år till och med det kalenderår spelaren fyller 19 år. Därefter betcknas en spelare som senior från och med det kalenderår spelaren fyller 20 år.
I många sammanhang särskiljs dock inte begreppen junior eller ungdomsspelare, utan begreppen junior eller juniorfotboll används för att beteckna all fotboll som spelas av spelare som är 19 år eller yngre.